# Presicce
Presicce är en ort och tidigare kommun i provinsen Lecce i regionen Apulien i Italien. Den tidigare kommunen hade 5 285 invånare (2017).
Presicce upphörde som kommun den 15 maj 2019 och bildade med den tidigare kommunen Acquarica del Capo den nya kommunen Presicce-Acquarica.